# 山本讃七郎
山本 讃七郎（やまもと さんしちろう、安政2年7月12日（1855年8月24日） - 1943年（昭和18年）4月5日）は明治時代の写真師。岡山県井原市出身。維新後上京して林董宅に住み、中島待乳に写真術を学び、新橋で開業後、北京王府井に写真館を構え、西太后等要人や北京内外の風景を写真に残した。

## 生涯

### 写真業へ
安政2年（1855年）7月12日備中国後月郡梶江村（岡山県井原市芳井町梶江）に生まれた。1868年（明治元年）頃阪谷朗廬と親戚の医者の息子（山鳴弘斎三男清三郎か坂田警軒兄待園）が大坂で学んだ湿板写真を披露するのを見て、初めて写真に触れた。
明治4年（1871年）兄讃太郎を頼って上京し、1874年（明治7年）8月叔父梅園の師林洞海の子林董の書生となった。趣味の写真を助けてカーボンプリントに苦戦し、横山松三郎に教えを請ううち、写真家を志し、松三郎門下中島待乳に入門した。
1882年（明治15年）芝区日蔭町一丁目1番地（港区新橋一丁目19番）に写真館を開き、1890年（明治23年）5月1日同番地南方に移転した。歌舞伎役者や新橋芸者を顧客としたが、アマチュア写真の普及により経営は苦しくなり、1894年（明治27年）頃鹿島清兵衛の玄鹿館技師として遊興に加担するも、1896年（明治29年）玄鹿館は倒産した。

### 中国へ渡航

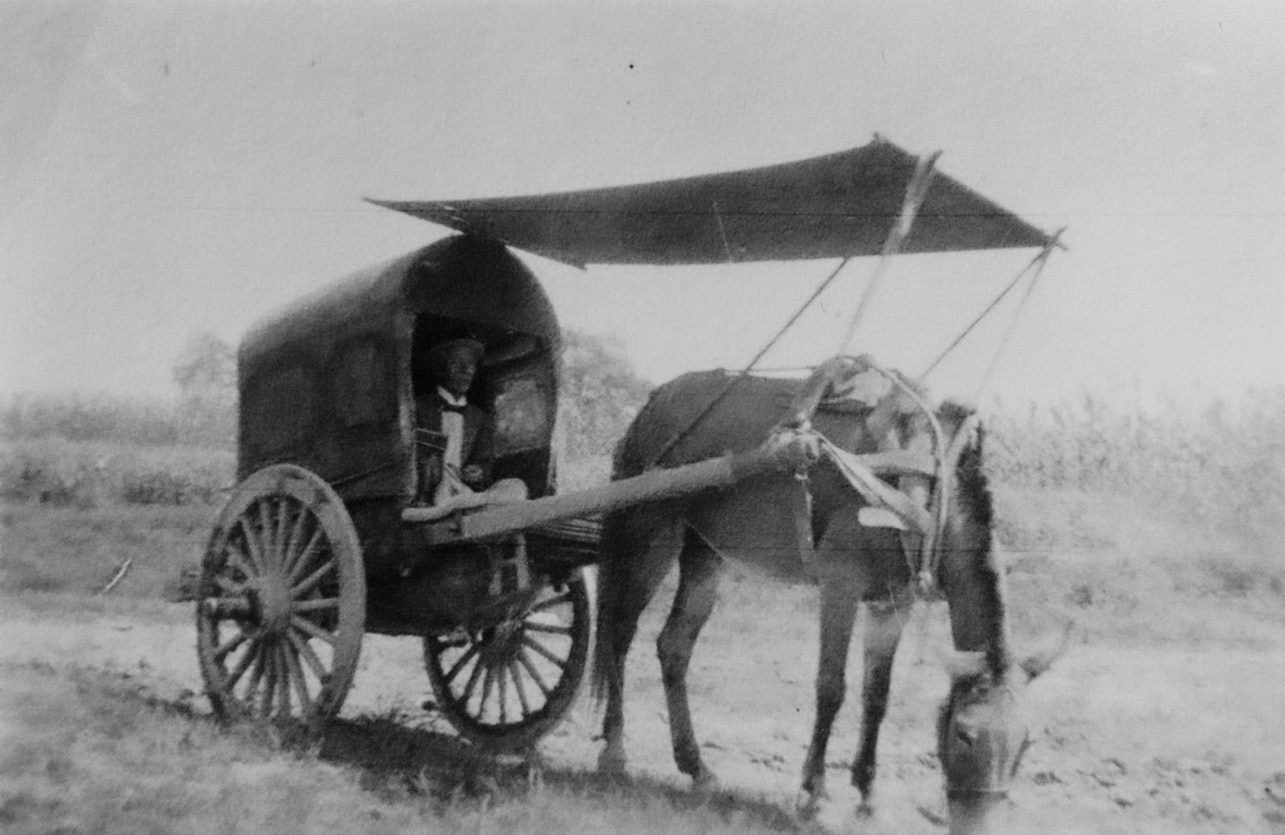
写真機材の運搬馬車に乗る山本讃七郎

1897年（明治30年）5月清国駐剳全権公使林董の誘いで妻子を残して中国に渡り、北京霞公府街の借家を拠点に城内外を撮影して回った。1900年（明治33年）事業の見通しを得て一旦帰国し、新橋の写真館を従兄弟横田雄寿に譲り、北京に戻った。
当時は中国人経営の写真館がなく、政府要人も訪れて繁盛したが、義和団の乱が起こると休業し、居留民義勇隊に属して一等軍医中川十全の助手や炊事を務め、イギリス公使館西壁下に避難用の穴を掘った。帰国後、戦功により、1901年（明治34年）8月31日勲八等瑞宝章、1902年（明治35年）5月10日従軍記章を受章した。
1901年（明治34年）11月中国に戻り、霞公府街に山本照像（相）館を開いた。1904年5月3日（光緒30年3月18日）頤和園に招かれ、西太后を撮影した。1906年（明治39年）関野貞の古建築・遺跡調査に参加した。

### 帰国後

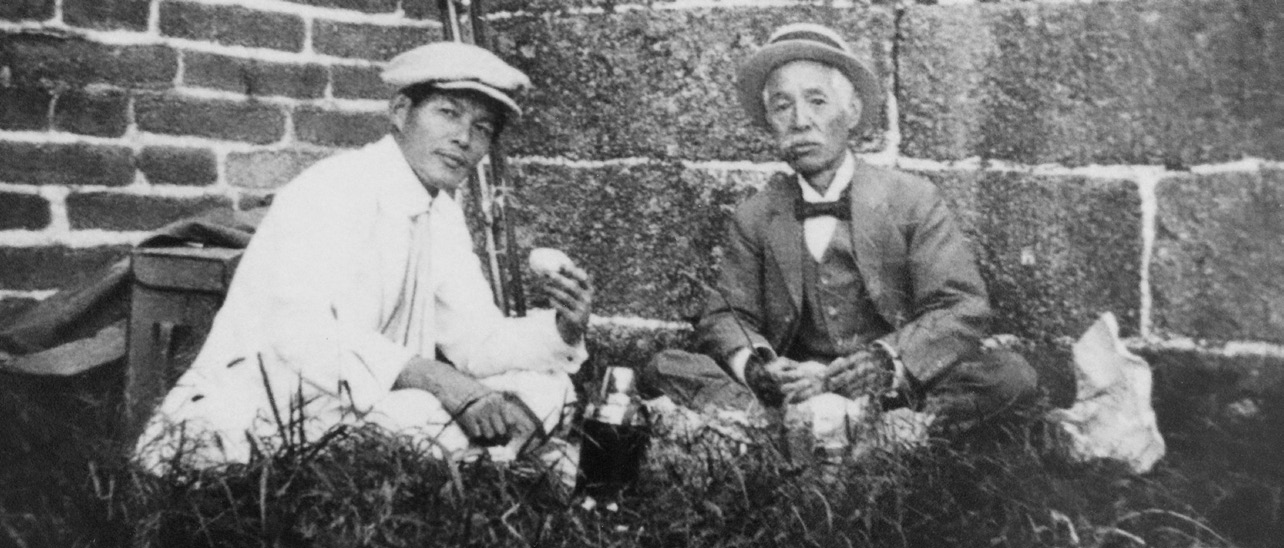
建設遺産撮影時の山本讃七郎と岩田秀則

1911年（明治44年）辛亥革命の頃照像館を甥素卜に任せて帰国し、麻布区我善坊町28番地（港区麻布台一丁目1番）に住んだ。1912年（明治45年）3月10日林董別荘があった神奈川県葉山町堀内に移った。
山本照像館はその後王府井大街26号（東単三条胡同角北）に移転し、長男明が営業を続けた。
1929年（昭和4年）頃両親のいる大田区田園調布に移った。1930年（昭和5年）11月長男明が山本照像館を岩田秀則に譲り、1932年（昭和7年）頃赤坂区青山南町二丁目10番地（港区南青山二丁目5番）に山本写真館を構えると、長男一家と同居した。
1938年（昭和13年）武蔵野町吉祥寺640番地の三男勇宅に移り、1943年（昭和18年）4月5日死去し、世田谷区烏山町幻照寺に葬られた。法名は松鶴院法讃日翁信士。

## 写真
- ウィキメディア・コモンズには、山本讃七郎に関するカテゴリがあります。
- ウィキメディア・コモンズには、Peking (book, 1906)に関するカテゴリがあります。

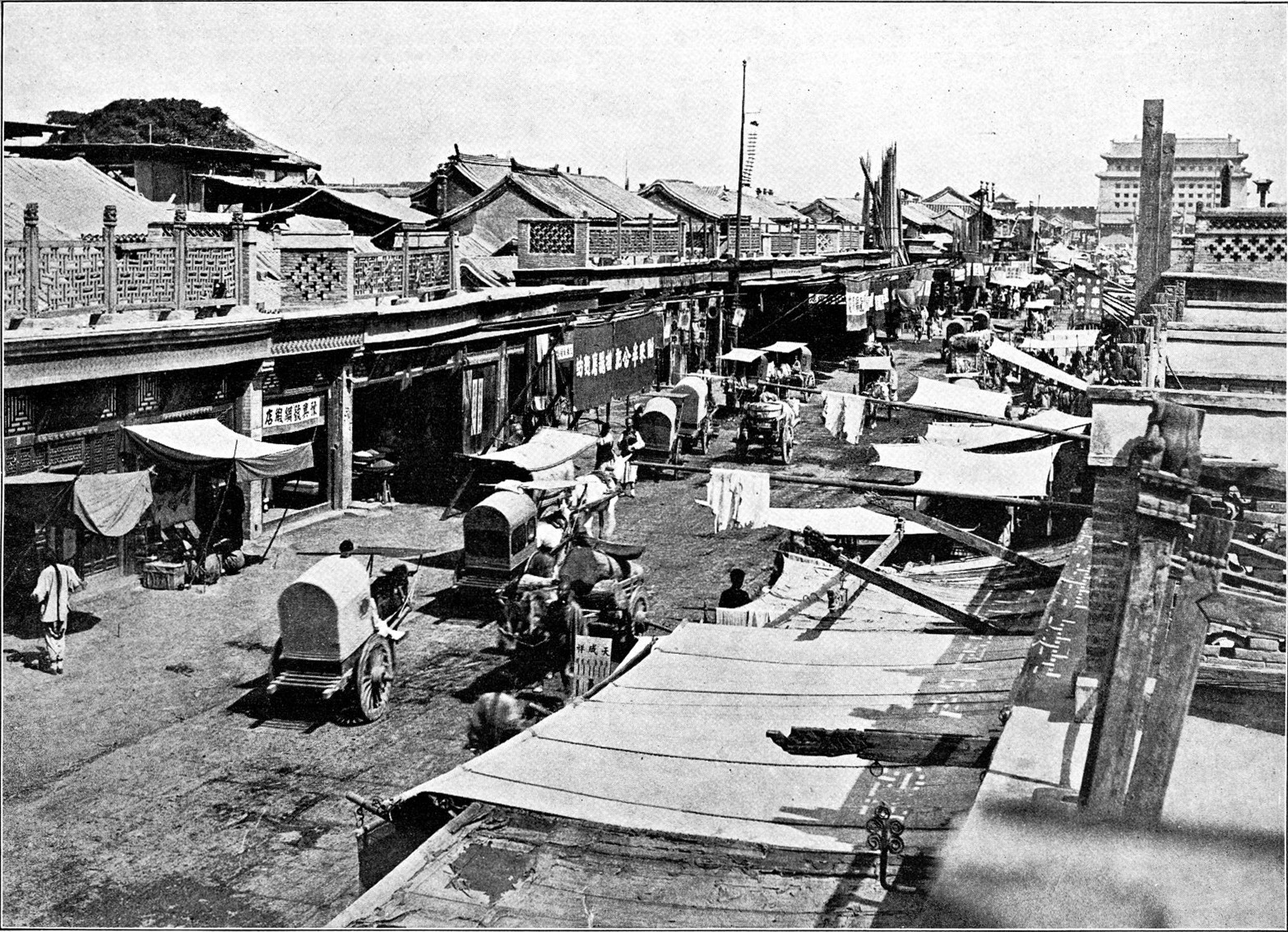
前門大街
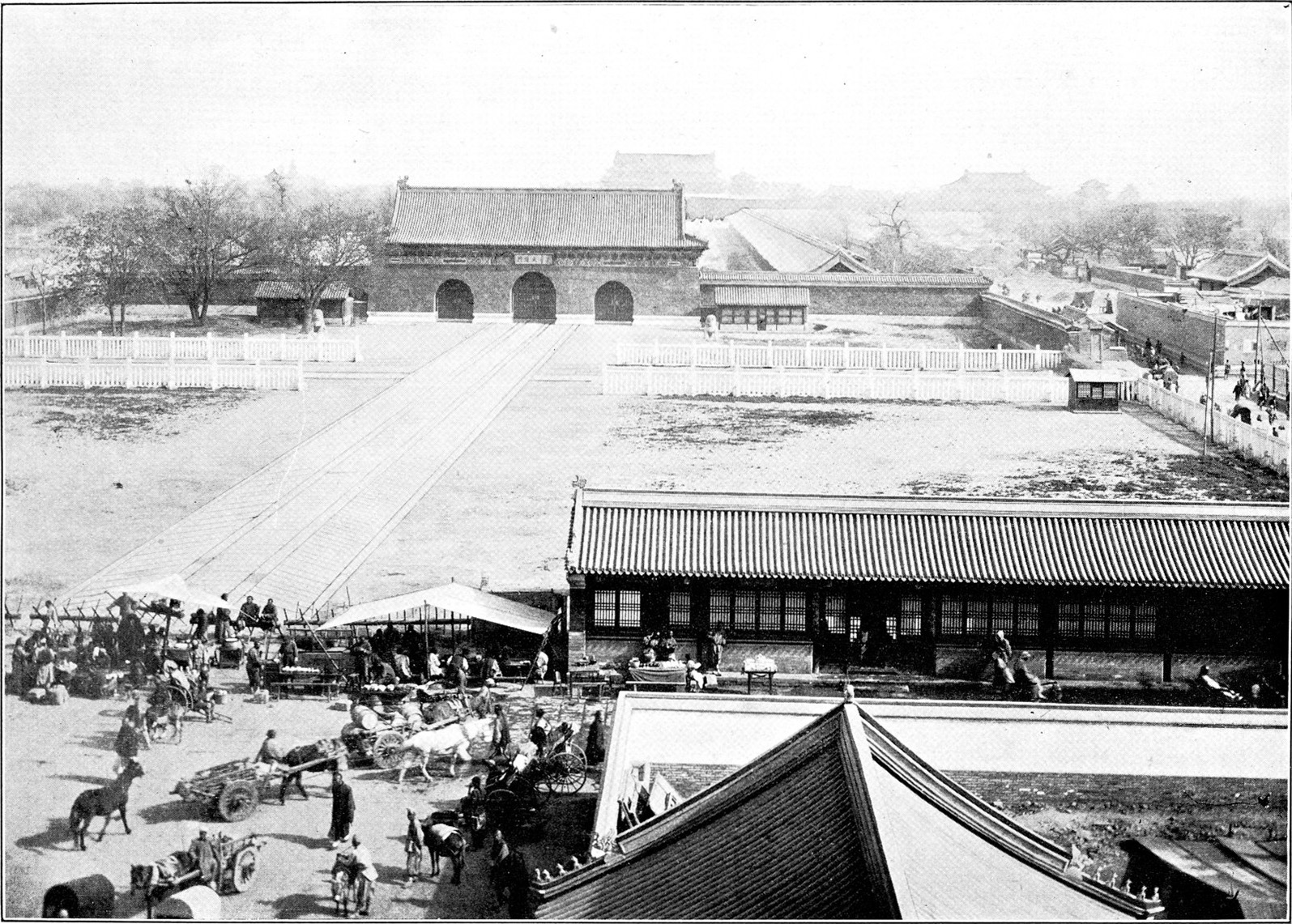
大清門
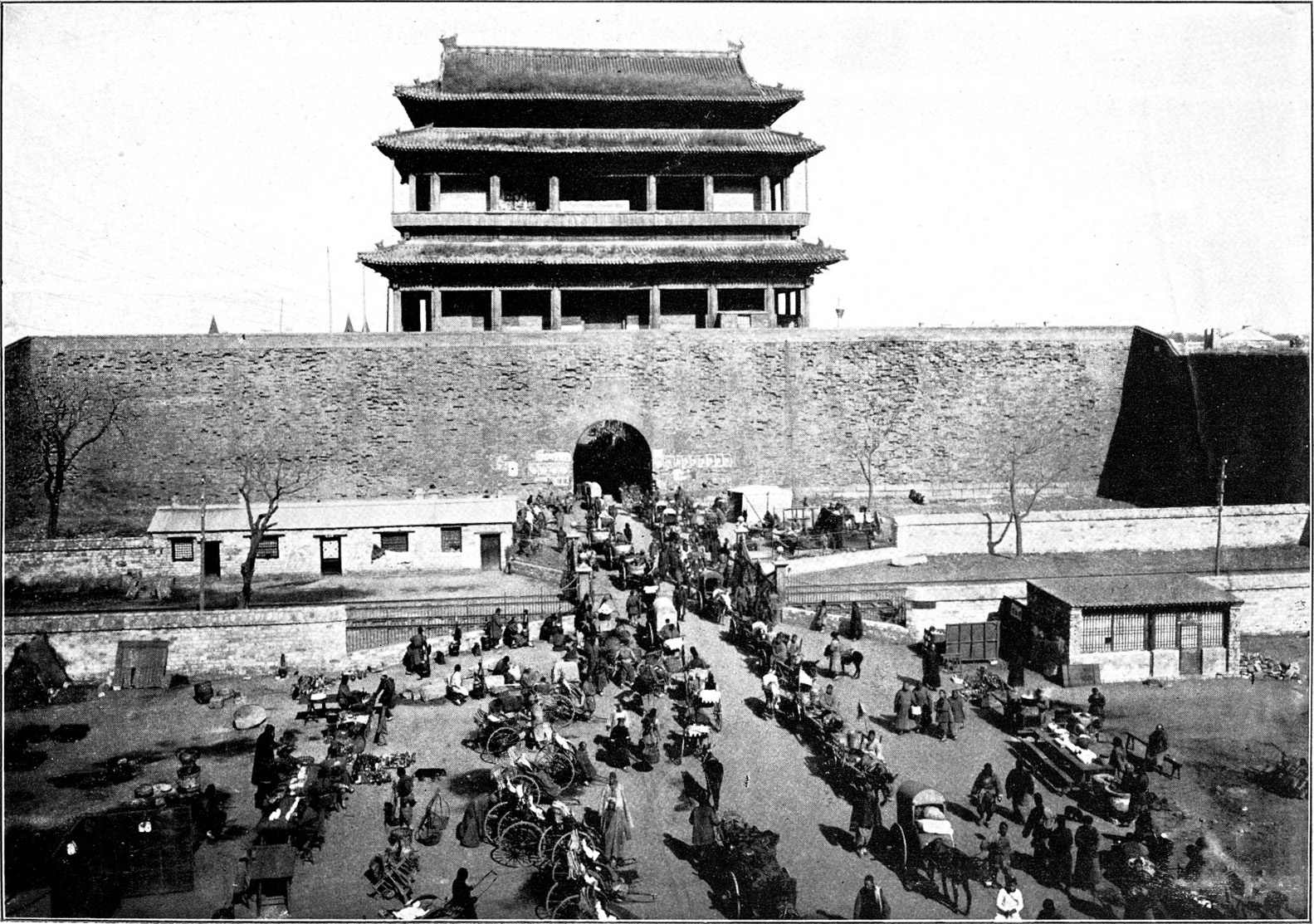
崇文門（中国語版）
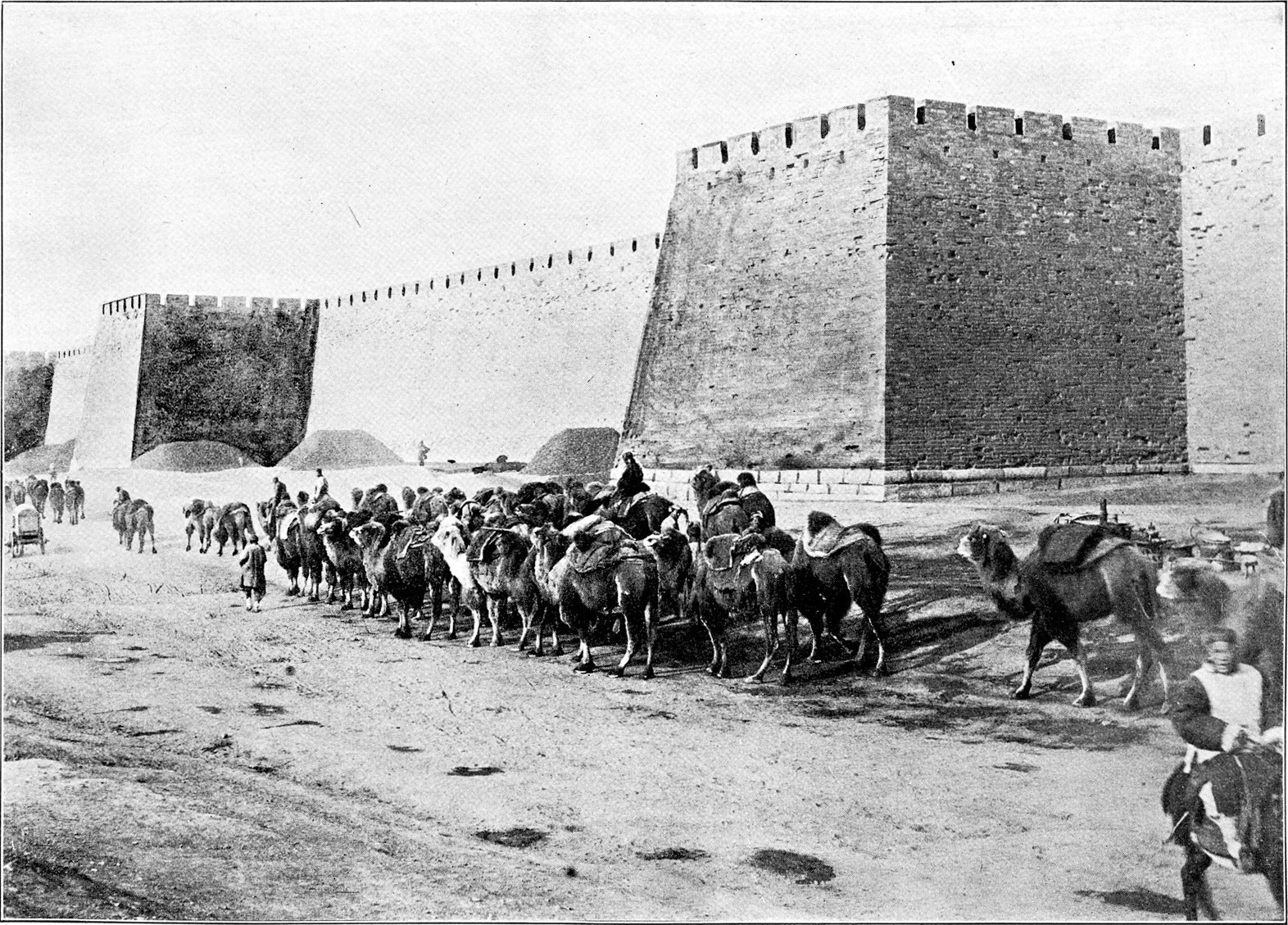
北京城壁
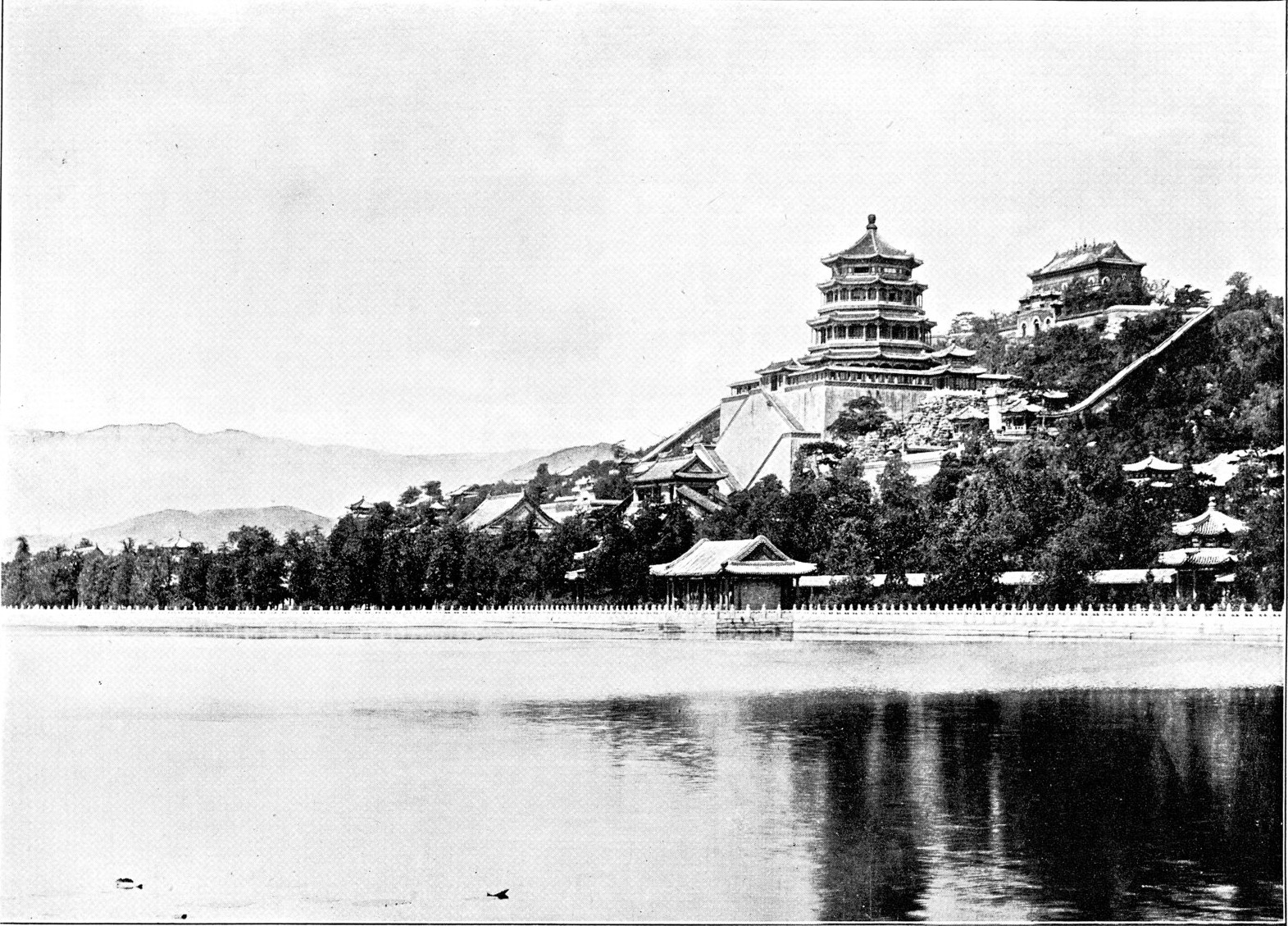
万寿山
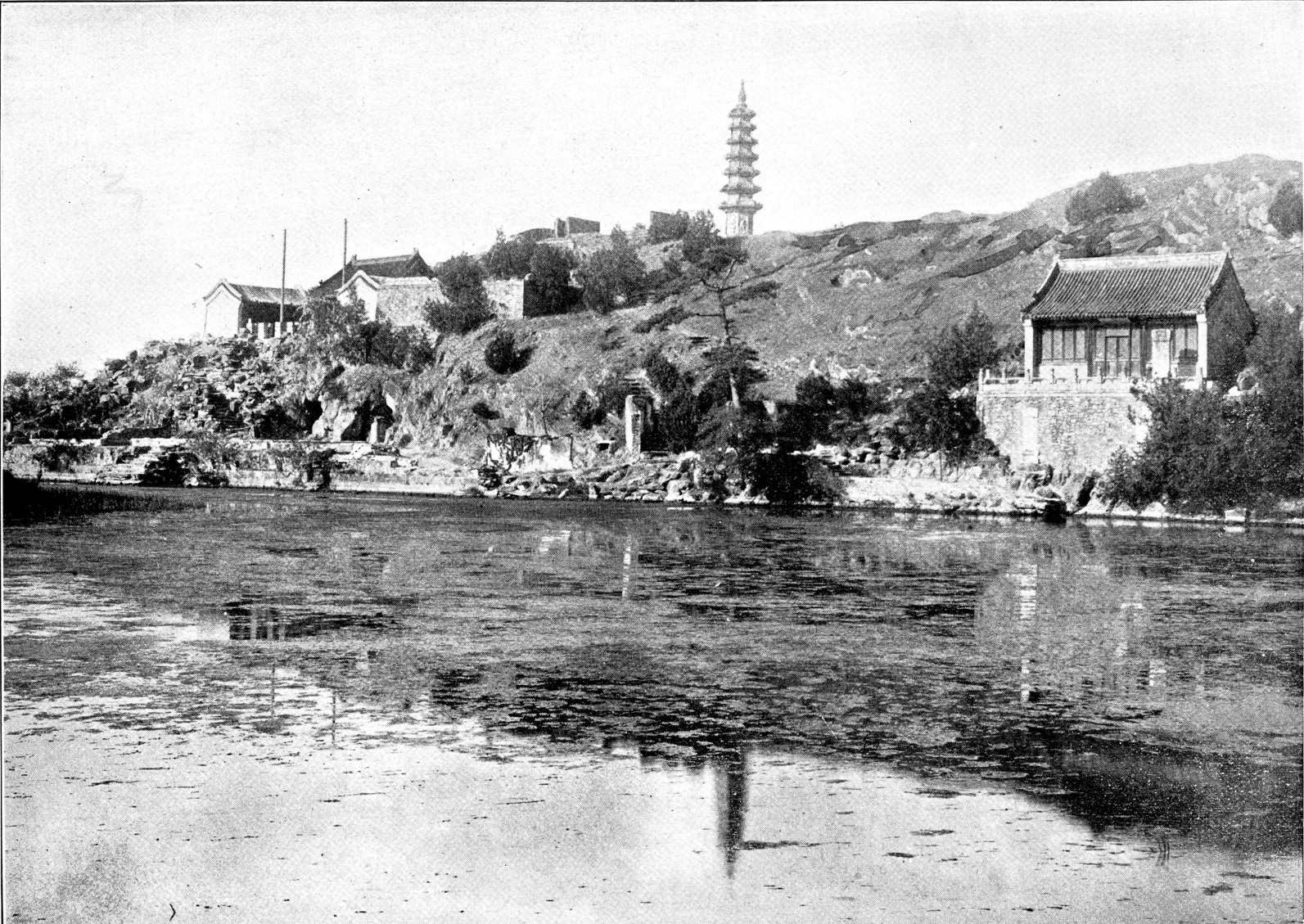
玉泉山
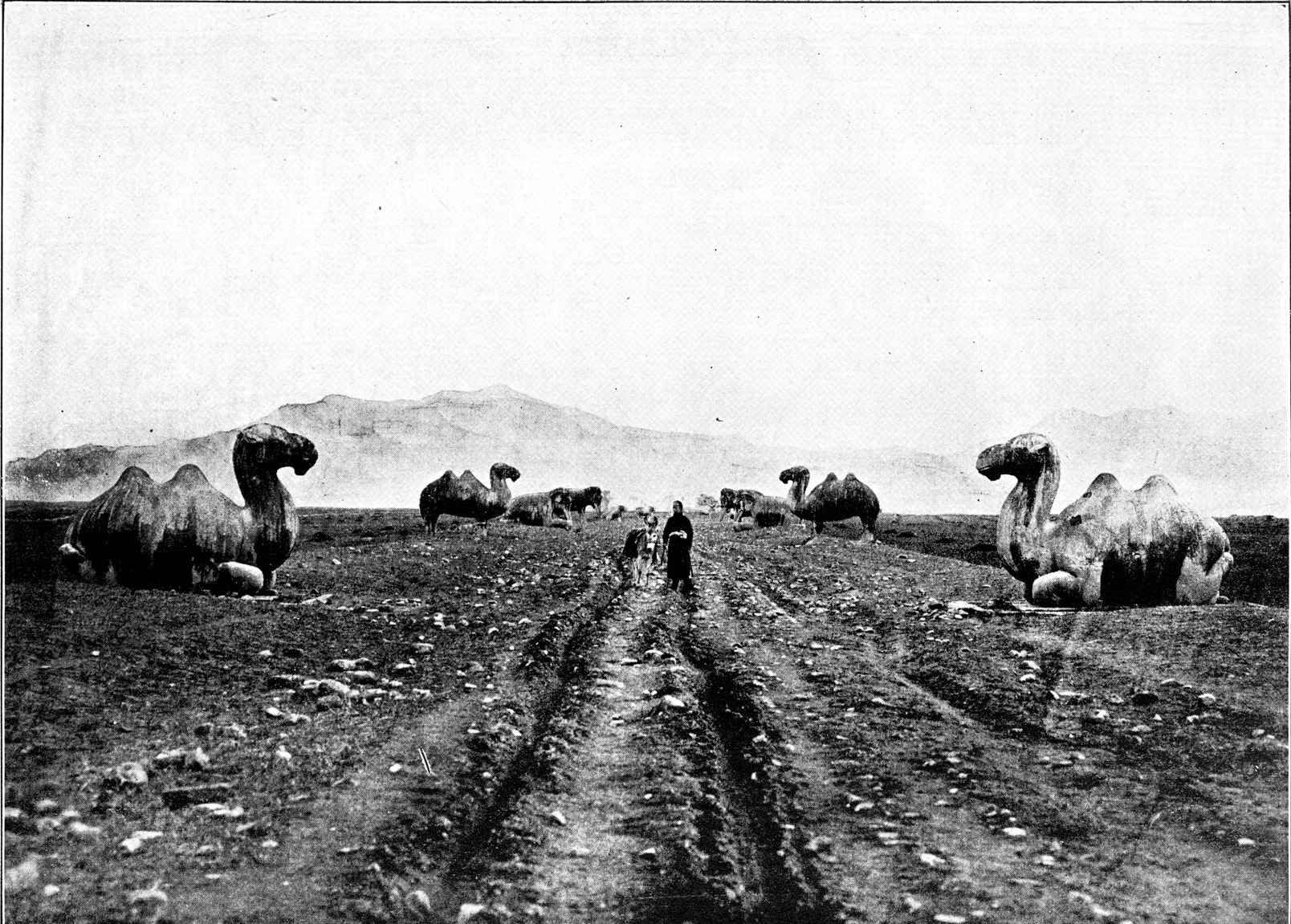
十三陵
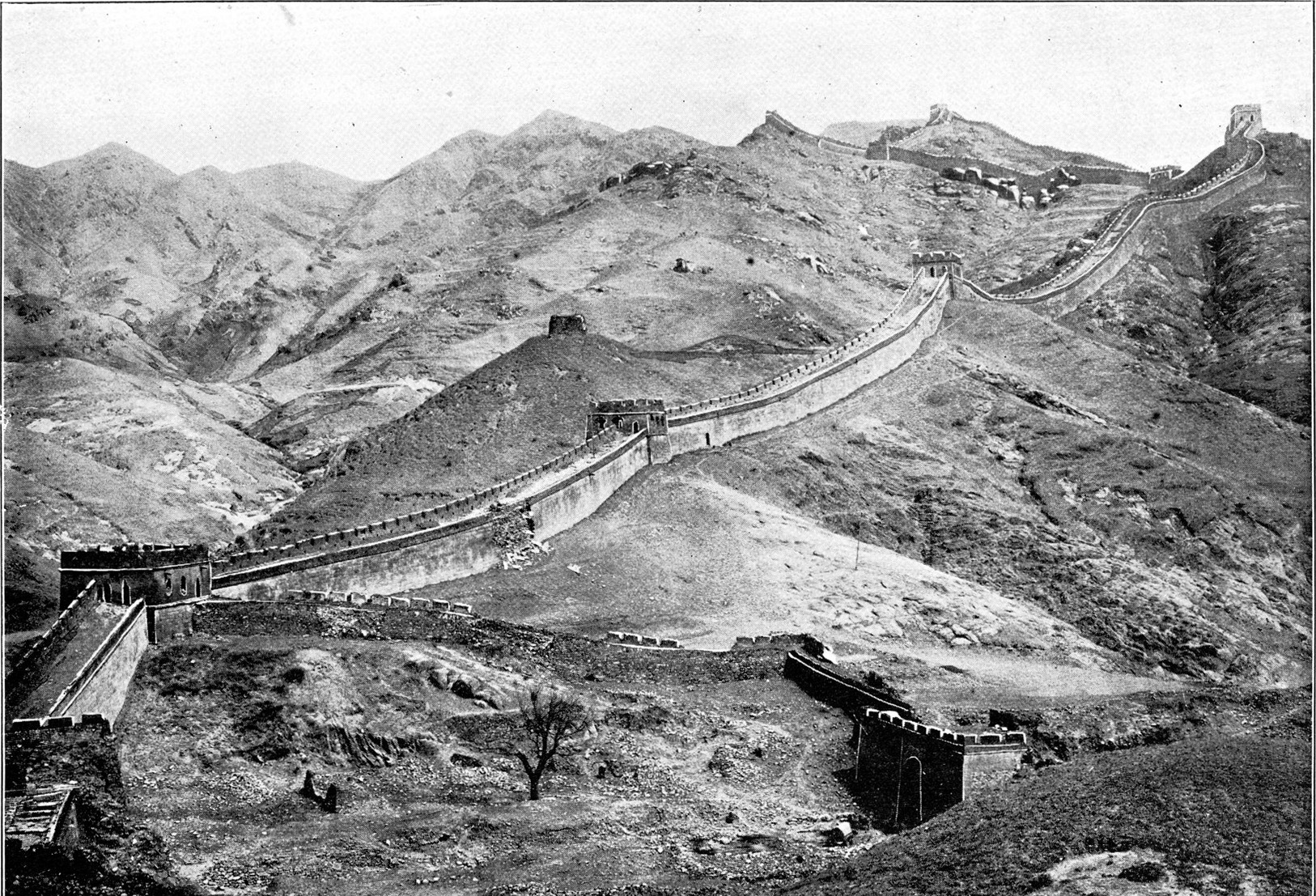
万里長城
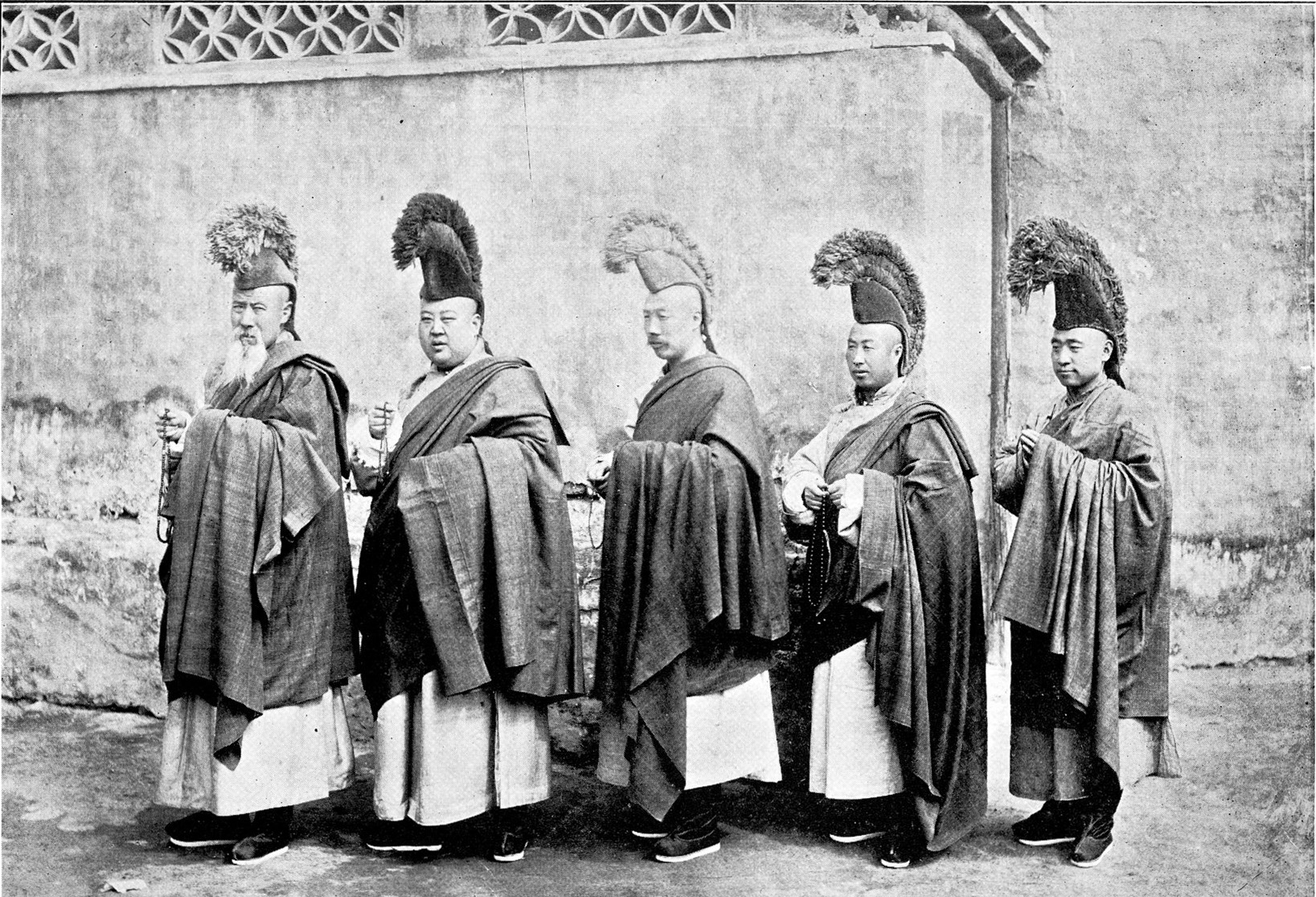
喇嚤
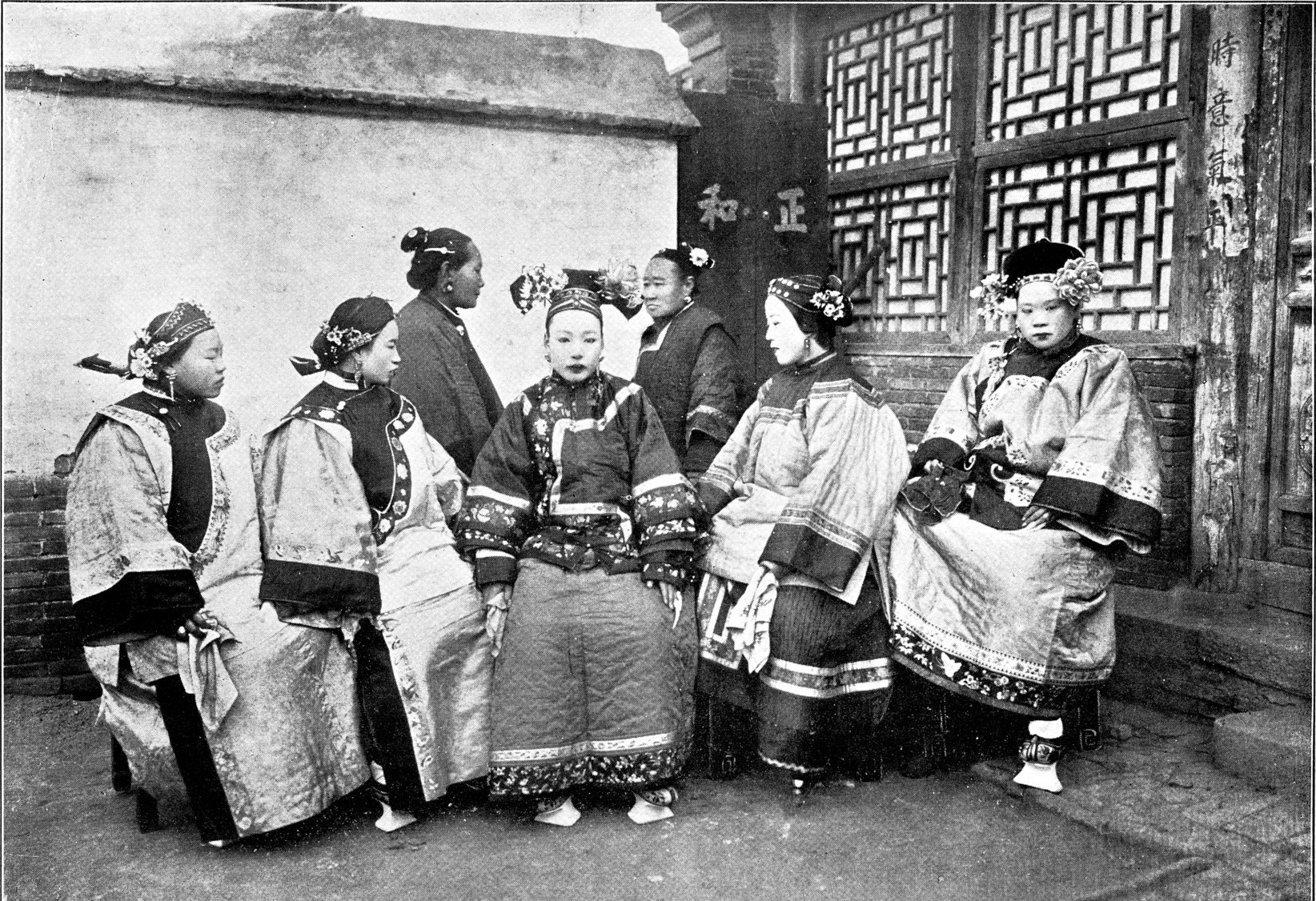
満漢夫人
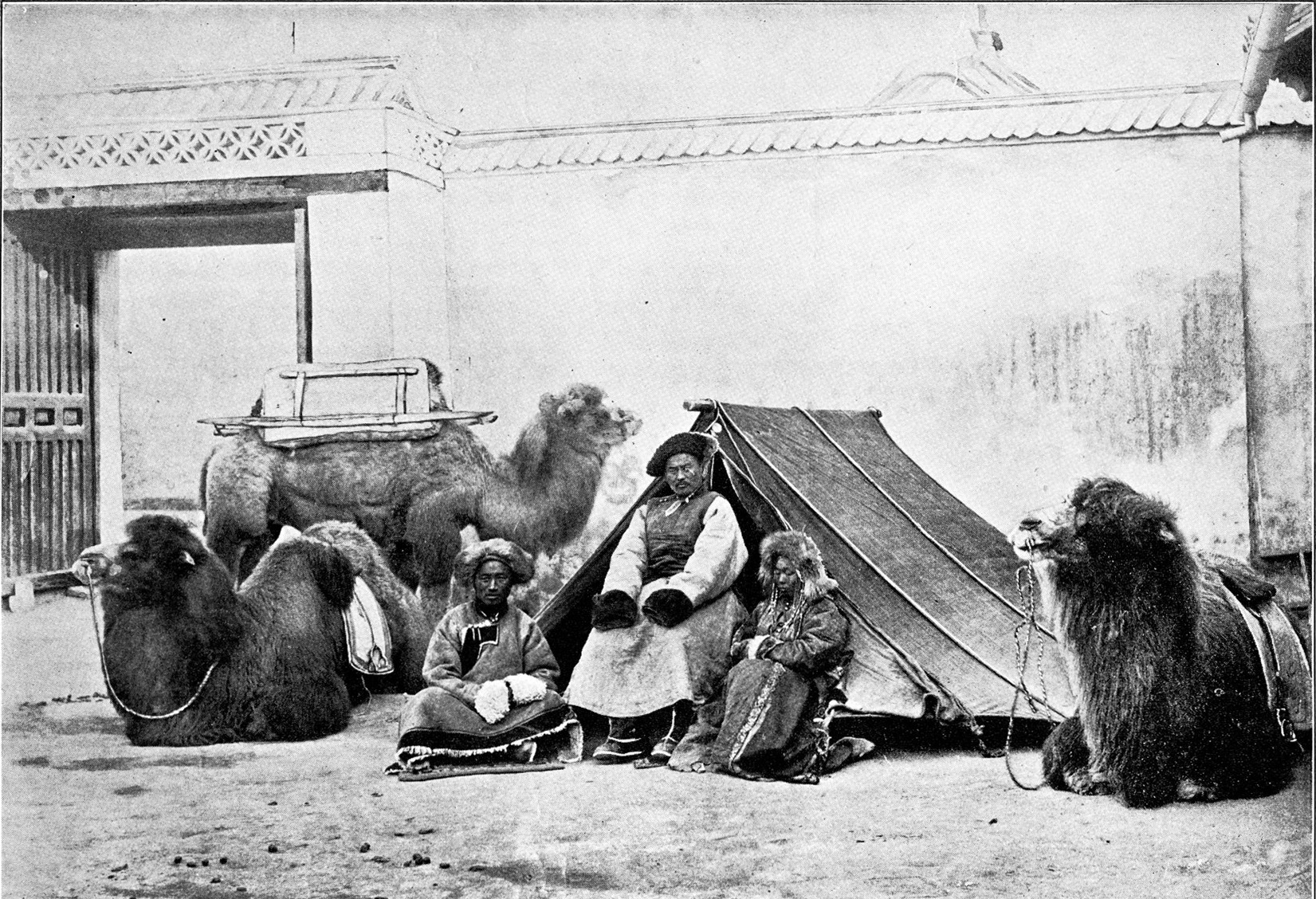
蒙古人
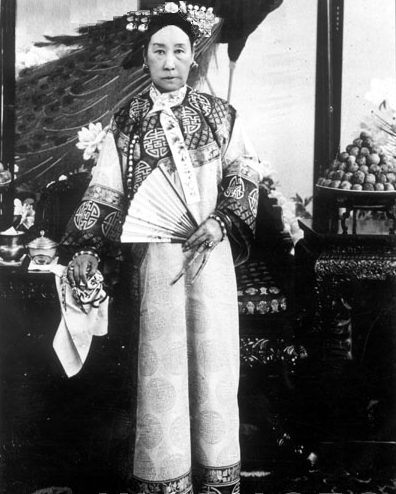
西太后

## 親族
- 祖父：山本能通（仙五郎、吉右衛門、重兵衛、朴介） - 後月郡梶江村（井原市芳井町梶江）庄屋。元治2年（1865年）1月10日没[34]。
- 祖母 - 小田郡甲怒村（笠岡市甲弩）大山家出身[34]。
- 父：山本実太郎 - 梶江村庄屋[6]。
- 母：林（りん） - 川上郡九名村（美星町友成）代官横田政明娘[6]。
  - 長兄：楫江順（讃太郎） - 参謀本部陸地測量部陸地測量師[35][36]。
  - 次兄：山本磐[37]
  - 三兄[37]
  - 四兄：山本讃六郎[37]
  - 弟：山本万千代[37]
  - 妹：三宅知登世[37] - 浙江武備学堂教習三宅縫造妻[38]。
- 妻：ちか - 京都府葛野郡西京村早沢義秋長女。1887年（明治20年）3月15日結婚した[39]。1954年（昭和29年）7月18日没[33]。
  - 長男：山本明 - 早稲田大学を中退して山本照像館を手伝った[27]。1932年（昭和7年）帰国し、赤坂区青山南町二丁目10番地に山本写真場[40]を開いた[30]。宗教に入信して雅道と号した[32]。1970年（昭和45年）7月8日没[26]。
    - 孫：山本茂 - 1917年（大正6年）12月生[41]。横浜正金銀行に勤め、北京支店にも勤務した[42]。1995年（平成7年）没[43]。

  - 次男：山本博 - 1895年（明治28年）8月30日生[44]。
  - 三男：山本勇 - 1994年（平成6年）没[43]。

1979年（昭和54年）頃孫山本茂所蔵の資料が東京大学東洋文化研究所、2003年（平成15年）三男山本勇旧蔵の資料が東京都写真美術館に収蔵された。